# Chris Colfer

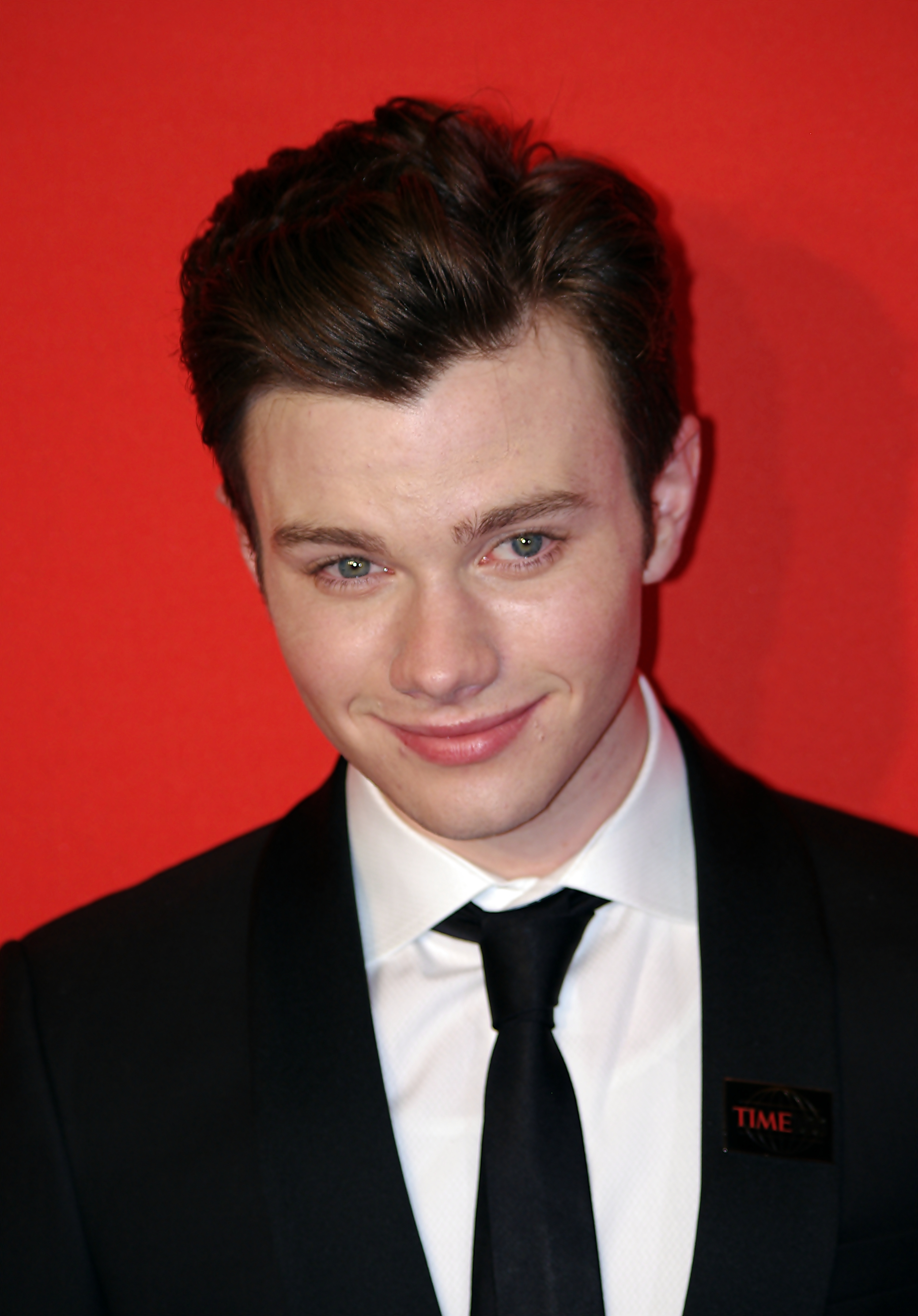
Chris Colfer

Christopher Paul "Chris" Colfer (* 27. května 1990) je americký herec, zpěvák a spisovatel. Jeho nejznámější role je Kurt Hummel v seriálu Glee, za kterou v roce 2011 vyhrál Zlatý glóbus a tři ceny People's Choice Awards (2013, 2014, 2015).
V roce 2011 se také objevil v časopise Time na seznamu 100 nejvlivnějších lidí. Sám napsal, produkoval a hrál ve filmu Zasažen bleskem, který měl premiéru v roce 2012 na Filmovém festivalu Tribeca.
Jeho kniha The Land Of Stories: The Wishing Spell se stala číslem jedna v žebříčku New York Times.

## Životopis
Chris Colfer se narodil v Clovis, v Kalifornii. Je synem Karyn Colfer a Timothyho Colfera. Má irské předky. Jako dítě ležel 3 měsíce v nemocni kvůli operaci lymfatických uzlin. Po operaci mu zůstala jizva na krku. Již velmi brzo v životě Chris objevil vášeň pro psaní. Jeho babička byla jeho první editorka a rádce. To ona ho podpořila k napsání první novely, která se později stala "The Land Of Stories". Knihu jí po vydání v roce 2012 věnoval.
Chris byl na škole šikanován, a proto byl v 7. a 8. třídě vyučován doma. Další rok Chris nastoupil na Clovis East High School, kde se zapojil do řečnického a debatního kroužku a vyhrál několik titulů. Také byl členem dramatického kroužku a editorem školního literárního magazínu Destination ImagiNation. Jako maturant napsal, hrál a režíroval svojí verzi parodii Sweeneyho Todda, kterou pojmenoval „Shirley Todd“.

## Kariéra
Když byl mladší, účinkoval v muzikálu Za zvuků hudby jako Kurt von Trapp.
V osmnácti letech hrál roli Russela Fishe v Russel Fish: The Sausage and Eggs Incident, krátkém filmu, kdy hlavní hrdina, drzý teenager musí projít fitness testy, aby nepřestal chodit na Harvard.

### Glee
Jeho první televizní role přišla v roce 2009, když byl obsazen v seriálu Glee jako Kurt Hummel, homosexuál, který má velký smysl pro módu, ale je ve škole šikanován, nejen proto, že je gay, ale také proto, že je členem nepopulárního Glee klubu. Původně se ucházel o roli vozíčkáře Artieho Abrahamse, kterého nakonec hraje Kevin McHale. Scenárista seriálu, Ryan Murphy jím byl tak ohromen, že přímo pro něj připsal do scénáře roli Kurta.
Ryan Murphy také prohlásil, že na konci třetí série Glee bude Kurt maturovat spolu se svými spolužáky Rachel (hraje ji Lea Michele) a Finnem (hraje ho Cory Monteith).
V roce 2011 získal Chris cenu Zlatého Glóba v kategorii herec ve vedlejší kategorii. Za roli Kurta Hummela byl dvakrát nominován na cenu Emmy. V roce 2013, 2014 a 2015 vyhrál cenu People's Choice Award v kategorii Nejlepší TV herec v komedii.

### Land of Stories
8. července 2011 Chris podepsal smlouvu na napsání dvou novel pro děti. Knihy sledují dvojčata Alex a Connera, jak kouzelně cestují skrz knihu příběhů a zažívají dobrodružství v zemi, ve které mohou tváří tvář potkat pohádkové postavy, o kterých si četli, když vyrůstali.
První kniha ze sérii, The Land Of Stories: The Wishing Spell ( česky Země příběhů: Kouzelné přání), byla uvedena na trhu 17. července 2012 a během dvou týdnů se stala číslem 1 na žebříčku New York Times Best Sellers v kategorii čtení pro děti. Druhá kniha The Land Of Stories: The Enchantress Reutrns byl uveřejněn 6. srpna 2013 a debutoval na 2. místě v žebříčku Newyorských Best sellerů. Díky úspěchu knih Chris získal smlouvu na nejméně tři další knihy. Třetí kniha The Land Of Stories: A Grimm Warning byla zveřejněna 8. července 2014. Čtvrtý díl The Land Of Stories: Beyond the Kingdoms byla vydaná 7. července 2015. V roce 2015 byla také vydaná ilustrovaná kniha Brandonem Dormanem. Pátý díl série The Land of Stories: An Author's Odyssey byl vydán 12. července 2016. Šestý a poslední díl The Land Of Stories: Worlds Collide byl vydán 11. července 2017. V červenci 2017 bylo potvrzeno, že zrežíruje filmovou adaptaci první ho dílu The Wishing Spell. Na projektu se bude také podílet jako scenárista a výkonný producent.

### Další práce
Chris napsal, hrál a exkluzivně produkoval komediální film Zasažen bleskem. Film se natáčel během GLEE pauzy v létě roku 2011 a premiéru měl v roce 2012 na Filmovém festivalu v Tribece.
V březnu 2012 se zúčastnil vystoupení hry "8" v divadle Wilshire Ebell Theater. Vystoupení bylo vysíláno na YouTube a vybíraly se peníze pro Americkou nadaci pro rovnoprávnost.
28. ledna 2014 bylo oznámeno, že Chris propůjčí svůj hlas do nového 3D animovaného filmu Robodog. Nahrávání začalo 1. února 2014. Ve stejném roce si zahrál v seriálu Nouzové přístání. V roce 2016 si zahrál roli 2016 ve filmu Naprosto dokonalé.

## Osobní život
Jde o otevřeného homosexuála. V rozhovoru s Access Hollywood řekl, že jeho rodiče to přijímají, ale v škole byl snadným terčem šikany. Jeho sestra Hannah trpí těžkou epilepsií. V rozhovoru řekl, že v mládí využíval herectví jako metodu útěku od stresu, jaký má rodina s členem, který je vážně nemocný.

## Filmografie
| Rok        | Název                                      | Role                       | Poznámky                                             |
| ---------- | ------------------------------------------ | -------------------------- | ---------------------------------------------------- |
| 2009       | Russel Fish: The Sausage and Eggs Incident | Russel Fish                | Krátký film                                          |
| 2009-2015  | Glee                                       | Kurt Hummel                | hlavní role, 116 dílů                                |
| 2010       | Marmaduk                                   | Psi (hlas)                 |                                                      |
| 2011       | Cleveland show                             | Kurt Hummel                | díl: „How Do You Solve a Problem Like Roberta?“      |
| 2011       | The Little Leftover Witch                  |                            | Autor                                                |
| 2011       | Saturday Night Live                        | Sám sebe (cameo)           | Objevil se ve scénce What Up With That               |
| 2012       | Zasažen bleskem                            | Carson Phillips            | také scenárista a výkonný producent                  |
| 2012       | Saturday Night Live                        | Sám sebe                   |                                                      |
| 2012       | The Glee Project                           | Sám sebe                   |                                                      |
| 2014, 2015 | Nouzové přístání                           | Tony Chase                 | díl: „Straight Out of Celeveland“ a „All About Elka“ |
| 2016       | Naprosto dokonalé                          | Mladý Noel Coward          |                                                      |
| 2017       | Indingo                                    | TBA                        |                                                      |
| 2017       | Julie's Greenroom                          | Sám sebe                   | díl: „The Write Stuff!“                              |
| 2018       | Robodog                                    | KC (Kinetic Canine) (hlas) |                                                      |